# Yanbian
Yanbian är en koreansk autonom prefektur i Jilin-provinsen i nordöstra Kina som gränsar till Nordkorea i söder, där Tumenfloden utgör en naturlig barriär.

## Befolkning och administrativ indelning
Prefekturen är indelad i sex städer på häradsnivå och två härad. Huvudort är Yanji.
Trots att koreanerna är titulärnationaliteten i den autonoma prefekturen Yanbian, utgör hankineser numera befolkningsmajoriteten.
| Karta                | Karta    | Karta  | Karta         | Karta  | Karta        | Karta             | Karta      | Karta                   |
| -------------------- | -------- | ------ | ------------- | ------ | ------------ | ----------------- | ---------- | ----------------------- |
|                      |          |        |               |        |              |                   |            |                         |
| Nr                   | Namn     | Hanzi  | Hanyu Pinyin  | Hangul | Romanisering | Befolkning (2010) | Area (km²) | Befolkningstäthet(/km²) |
| Städer på häradsnivå |          |        |               |        |              |                   |            |                         |
| 1                    | Yanji    | 延吉市 | Yánjí shì     | 연길   | Yŏngil       | 563 154           | 1 332      | 422                     |
| 2                    | Tumen    | 图们市 | Túmén shì     | 도문   | Tomun        | 134 498           | 1 142      | 118                     |
| 3                    | Dunhua   | 敦化市 | Dūnhuà shì    | 돈화   | Tonhwa       | 483 631           | 11 963     | 40                      |
| 4                    | Hunchun  | 珲春市 | Húnchūn shì   | 혼춘   | Honch’un     | 241 861           | 4 938      | 49                      |
| 5                    | Longjing | 龙井市 | Lóngjǐng shì  | 룡정   | Ryongjŏng    | 177 295           | 2 592      | 68                      |
| 6                    | Helong   | 和龙市 | Hélóng shì    | 화룡   | Hwaryong     | 189 597           | 5 069      | 37                      |
| Härader              |          |        |               |        |              |                   |            |                         |
| 7                    | Wangqing | 汪清县 | Wāngqīng xiàn | 왕청   | Wangch’ŏng   | 255 499           | 8 994      | 28                      |
| 8                    | Antu     | 安图县 | Āntú Xiàn     | 안도   | Ando         | 226 065           | 7 444      | 30                      |